# Iga Świątek
Iga Natalia Świątek (Varsavia, 31 maggio 2001) è una tennista polacca.
Considerata una delle tenniste più forti della sua generazione, in carriera ha vinto ventitré titoli WTA, tra cui sei prove del Grande Slam (4 Open di Francia, uno US Open e un Wimbledon) oltre alle WTA Finals nel 2023 e alla medaglia di bronzo ai Giochi Olimpici di Parigi 2024. Nell'aprile del 2022 ha raggiunto la 1ª posizione della classifica mondiale. È stata la prima tennista polacca e la prima al mondo nata nel XXI secolo ad essersi aggiudicata un Major in singolare e ad avere raggiunto la vetta del ranking mondiale femminile.
Tra febbraio e giugno 2022 ha vinto una serie di 37 incontri consecutivi, la 12ª più lunga striscia di vittorie di sempre e la più lunga del XXI secolo nel circuito maggiore femminile. Nello stesso periodo ha trionfato in sei tornei WTA consecutivi, impresa riuscita solamente a Justine Henin nel nuovo millennio. Quello stesso anno è diventata la più giovane tennista a vincere i tornei di Indian Wells e Miami nella stessa stagione.

## Biografia
È figlia di Tomasz Świątek, canottiere che ha partecipato ai Giochi della XXIV Olimpiade, e di un'ortodontista di nome Dorota. La sorella maggiore Agata ha giocato a tennis tra le juniores e ha dovuto smettere a causa dei numerosi infortuni. Świątek si è avvicinata al tennis per emulare e competere con la sorella e a 14 anni si allenava regolarmente presso le accademie tennistiche di Varsavia. È stata allenata per lungo tempo dai due connazionali Piotr Sierzputowski e Jolanta Rusin-Krzepota, che ha sostituito nel 2021 con il nuovo coach Tomasz Wiktorowski.

### Caso anti-doping
In agosto 2024 è risultata positiva alla trimetazidina tramite controllo antidoping ed è quindi stata squalificata dall'attività agonistica per la durata di un mese, dopo sentenza dell'International Tennis Integrity Agency. Successivamente la tennista ha dimostrato di essere stata vittima di una contaminazione involontaria attraverso l'assunzione di melatonina (sostanza lecita), che la stessa usava per problemi di insonnia dovuti al jet lag; la stessa casa farmaceutica produttrice della melatonina ha ammesso la contaminazione, avvenuta durante la produzione, e si è scusata. Pertanto, avendo fornito una spiegazione ritenuta ben dimostrata anche da parte dell'Agenzia mondiale antidoping, la WADA stessa ha accettato la spiegazione e non ha presentato ricorso.

## Carriera

### Juniores
Inizia a giocare nell'ITF Junior Circuit nel 2014 e vince il primo titolo nell'aprile 2015 in doppio in un torneo inglese di Grade 4. Nel 2016 raggiunge i quarti di finale sia in singolare che in doppio al Roland Garros e le semifinali in doppio a Wimbledon e agli US Open. In ottobre trascina la Polonia a vincere la Fed Cup juniores, nella finale vinta 2-1 contro gli Stati Uniti conquista i due punti imponendosi in singolare e in doppio. Nel gennaio 2017 perde la finale di doppio agli Australian Open, mentre in singolare nell'arco della stagione arriva in finale al Trofeo Bonfiglio e nei quarti al Roland Garros. L'anno dopo vince il titolo in doppio al Roland Garros e perde in semifinale in singolare mentre trionfa sull'erba di Wimbledon nel singolare ragazze. Il suo ultimo impegno nella categoria sono i Giochi olimpici giovanili di Buenos Aires, dove vince la medaglia d'oro in doppio. Con questo risultato raggiunge il 5º posto nel ranking mondiale. Chiude l'esperienza tra gli juniores ITF dopo aver vinto in totale 6 titoli in singolare e 4 in doppio.

### 2016-2018: inizi da professionista e primi titoli ITF
Fa il suo esordio nel circuito ITF nel luglio 2016 e in ottobre, al suo secondo impegno, vince il titolo in singolare in un torneo da 10.000 dollari svedese.

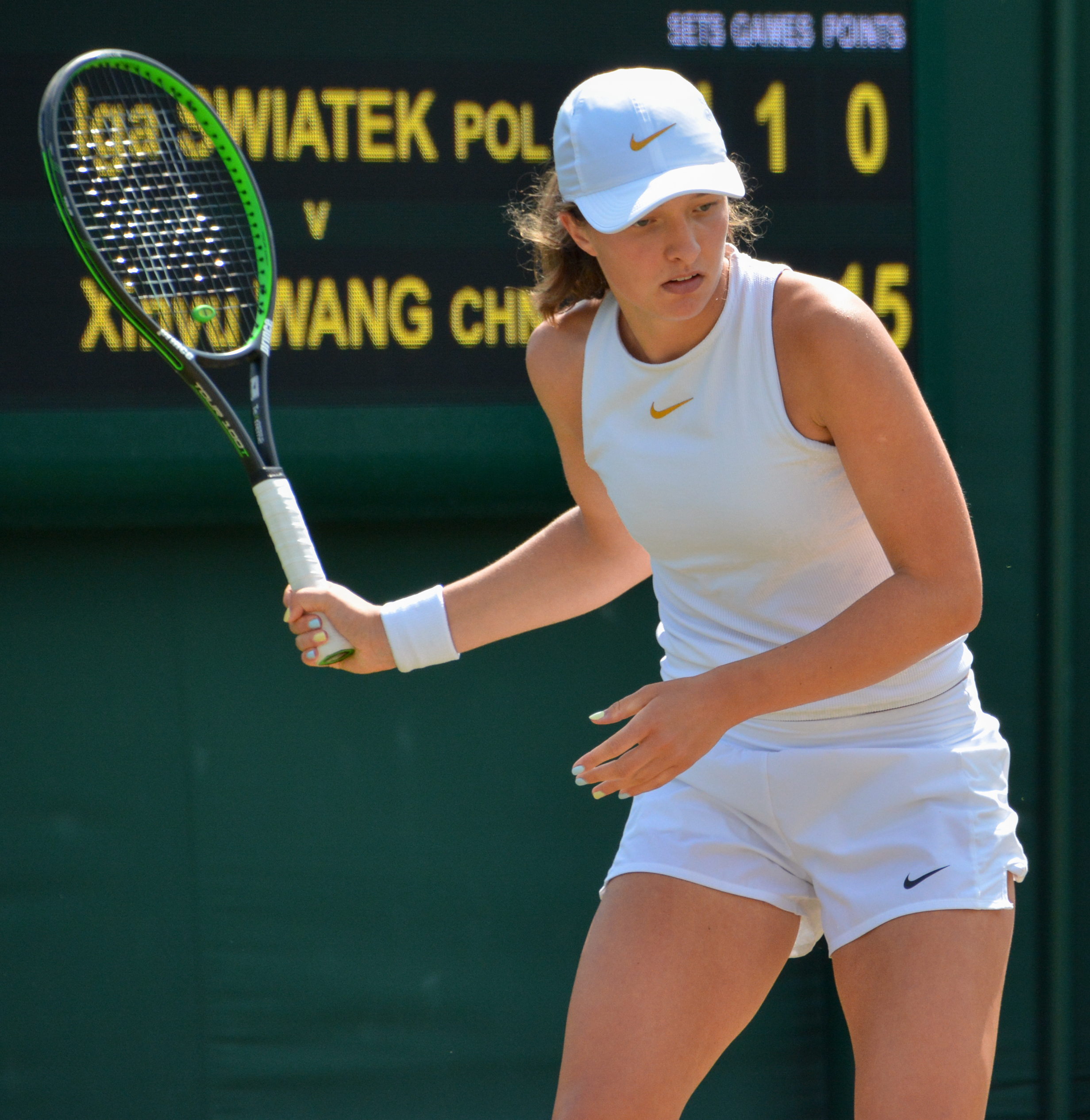
Iga Świątek nel 2018

Nel 2017 si aggiudica altri due titoli ITF in singolare e nel febbraio 2018 debutta nella squadra polacca di Fed Cup imponendosi in singolare nella sfida vinta 2-0 con la Bulgaria. Dopo altri due titoli in tornei minori, nel settembre 2018 vince i primi tornei ITF da 60.000 dollari, imponendosi nelle due finali consecutive di Budapest e Montreux, battendo rispettivamente Katarina Zavac'ka e Kimberley Zimmermann, risultati con cui entra per la prima volta nella top 200 del ranking.

### 2019: ottavi di finale a Parigi e top 50
Inizia la stagione 2019 giocando per la prima volta nelle qualificazioni di un torneo del circuito maggiore a Auckland, vince i primi due incontri e viene sconfitta al terzo set in quello decisivo. Supera invece le qualificazioni ai successivi Australian Open, e al suo debutto nel tabellone principale in un torneo del circuito maggiore supera in tre set Ana Bogdan, prima di essere nettamente sconfitta da Camila Giorgi. Anche a Budapest supera le qualificazioni e il primo turno, per poi essere eliminata dalla futura campionessa Alison Van Uytvanck.
Ad aprile, ancora diciassettenne, raggiunge la sua prima finale in un torneo WTA a Lugano e viene sconfitta dalla veterana Polona Hercog in tre set; a fine torneo entra nella top 100, in 88ª posizione. Prosegue il buon periodo di forma al Roland Garros e si spinge fino agli ottavi di finale con i successi su Séléna Janicijevic, sulla testa di serie nº 16 Wang Qiang e sulla campionessa olimpica Mónica Puig, prima di essere eliminata in 45 minuti dalla campionessa in carica Simona Halep, che le concede un solo gioco. Inaugura la stagione sull'erba a Birmingham, dove supera le qualificazioni e al match d'esordio nel tabellone principale viene sconfitta 6-0, 6-2 da Jeļena Ostapenko. Entra nel tabellone a Wimbledon con una wild-card ed esce di nuovo al primo turno per mano di Viktorija Golubic.
Sconfitta negli ottavi di finale a Toronto dalla testa di serie nº 2 Naomi Ōsaka, a Cincinnati cede ad Anett Kontaveit al secondo turno dopo aver eliminato Caroline Garcia. Con questi risultati entra per la prima volta nella top 50 del ranking, in 49ª posizione. A New York si impone su Ivana Jorović per poi farsi rimontare da Anastasija Sevastova in tre set. Un infortunio al piede la costringe a saltare l'ultima parte della stagione.

### 2020: primo titolo del Grande Slam e top 20
Riprende a giocare agli Australian Open e viene eliminata in rimonta negli ottavi di finale da Anett Kontaveit dopo aver sconfitto senza perdere alcun set Tímea Babos, Carla Suárez Navarro e la nº 19 del mondo Donna Vekić. A fine torneo porta il best ranking alla 48ª posizione mondiale. Disputa anche il doppio misto con il connazionale Łukasz Kubot, accedono ai quarti di finale battendo le teste di serie nº 4 Chan Hao-ching e Michael Venus e vengono sconfitti al terzo set dai finalisti uscenti John-Patrick Smith e Astra Sharma. Al torneo di Doha elimina ancora una volta Donna Vekić, prima di perdere nettamente al secondo turno contro Svetlana Kuznecova.
Alla ripresa del tour dopo la lunga pausa dovuta alla pandemia di COVID-19, perde al primo turno a Cincinnati contro Christina McHale. Agli US Open sconfigge al primo turno Veronika Kudermetova e al secondo supera in rimonta Sachia Vickery prima di cedere alla futura finalista Viktoryja Azaranka. Viene quindi eliminata al primo turno agli Internazionali d'Italia.

#### Storica vittoria al Roland Garros
Al Roland Garros consegue il risultato più prestigioso da inizio carriera. All'esordio supera la finalista dell'edizione 2019 Markéta Vondroušová per 6–1 6–2, elimina quindi senza perdere set Hsieh Su-wei, Eugenie Bouchard e al quarto turno batte a sorpresa la nº 2 del mondo e prima testa di serie Simona Halep con un netto 6–1 6–2. Con i successi su Martina Trevisan e in semifinale su Nadia Podoroska accede per la prima volta a una finale Slam. È la prima tennista polacca nell'era Open a spingersi così avanti nel torneo parigino e la seconda di sempre dopo Jadwiga Jędrzejowska, finalista nel 1939. Nell'ultimo atto ha la meglio sulla recente campionessa dell'Australian Open e quarta testa di serie Sofia Kenin con il punteggio di 6–4 6–1 e si aggiudica il torneo senza aver perso alcun set e avendo concesso complessivamente appena ventotto giochi. È il primo successo in assoluto in una prova dello Slam nella storia del tennis polacco. Al termine del torneo porta il best ranking alla 17ª posizione. Consegue un ottimo risultato anche nel torneo di doppio arrivando per la prima volta in una semifinale Slam della specialità assieme a Nicole Melichar: la coppia cede in tre set a Alexa Guarachi / Desirae Krawczyk.

### 2021: primo titolo in un WTA 1000 e top 5 in singolare
Inizia la stagione uscendo al secondo turno al Gippsland Trophy di Melbourne. Accede al quarto turno agli Australian Open senza perdere alcun set e viene eliminata in rimonta dalla nº 2 del mondo Simona Halep. Vince il suo secondo titolo in carriera al WTA 500 di Adelaide senza perdere alcun set, in finale ha la meglio su Belinda Bencic con un doppio 6–2 e a fine torneo sale alla 15ª posizione mondiale. Sconfitta al terzo turno nei primi tre tornei WTA 1000 della stagione a Dubai dalla futura vincitrice del torneo Garbiñe Muguruza, a Miami dalla rientrante Ana Konjuh mentre a Madrid cede al suo primo confronto in carriera sulla terra battuta alla nº 1 del mondo Ashleigh Barty. Al secondo turno a Roma supera la finalista del 2016 Madison Keys e si impone quindi in rimonta su Barbora Krejčíková dopo avere annullato due match point nel secondo set. Non perde set nei quarti contro la nº 6 del mondo Elina Svitolina e in semifinale contro Cori Gauff, accedendo alla sua prima finale al Foro Italico. Vince il suo terzo titolo WTA sconfiggendo la campionessa del 2019 Karolína Plíšková con un doppio 6–0 in 46 minuti, lasciandole appena tredici punti, risultato con cui entra per la prima volta nella top 10. Diventa inoltre la quarta tennista più giovane a vincere un torneo WTA 1000 dopo Viktoryja Azaranka (Miami nel 2009), Belinda Bencic (Toronto nel 2015) e Bianca Andreescu (Indian Wells e Toronto nel 2019).

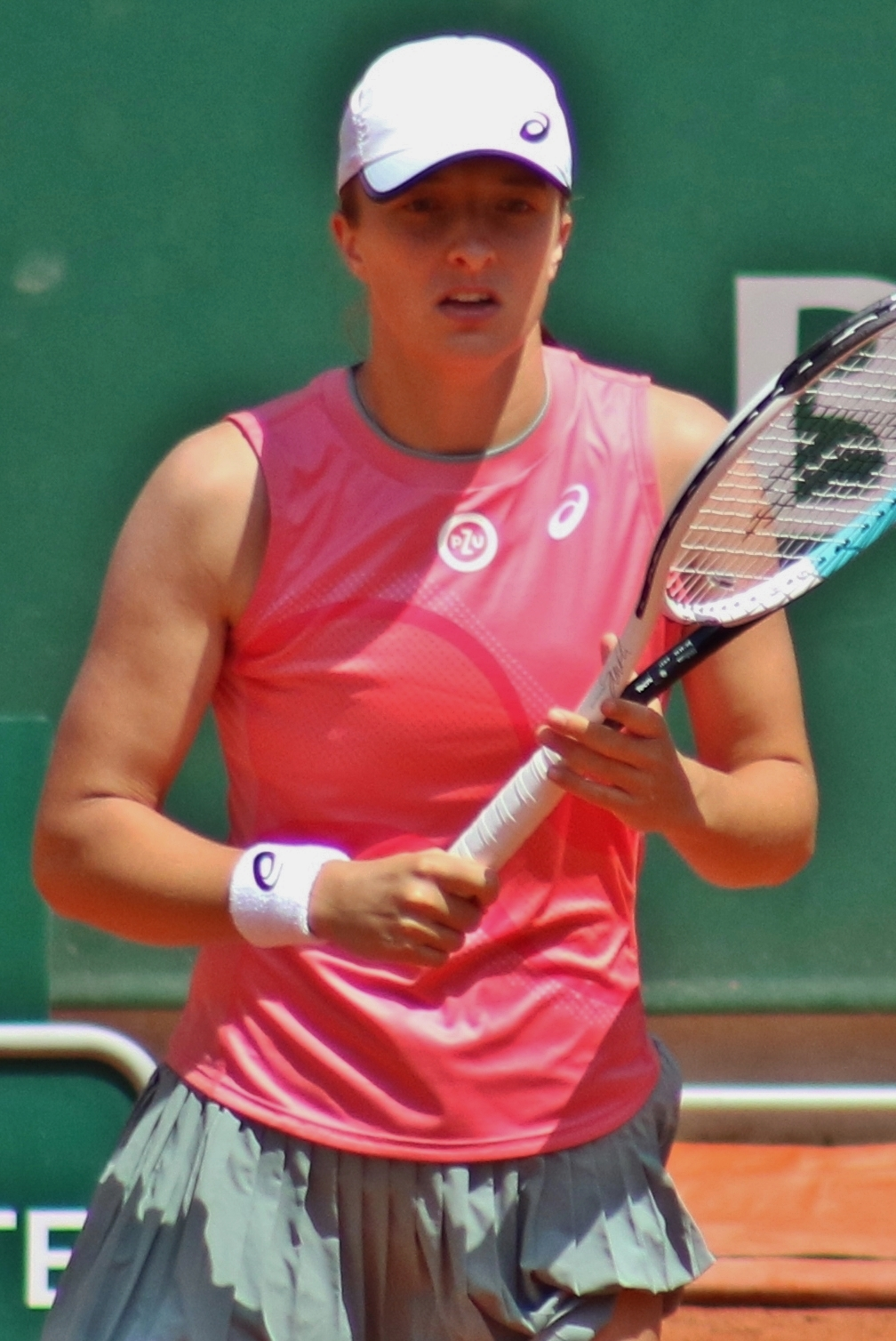
Iga Świątek nel 2021

Al Roland Garros è campionessa in carica, vince in due set nei primi quattro turni e soccombe nei quarti di finale con un doppio 4–6 a Maria Sakkarī. Disputa anche il torneo di doppio in coppia con Bethanie Mattek-Sands, con la quale aveva raggiunto la semifinale a Miami; si spingono fino alla finale dopo aver superato al terzo turno le teste di serie nº 1 Elise Mertens / Hsieh Su-wei, annullando sette match-points nel terzo parziale. In finale cedono in due set a Barbora Krejčíková / Kateřina Siniaková, già campionesse a Parigi nel 2018.
Vince il suo primo incontro WTA sull'erba e Eastbourne battendo Heather Watson ed esce di scena al secondo turno per mano di Dar'ja Kasatkina. A Wimbledon perde solo 13 giochi nei primi tre turni e cede negli ottavi al terzo set a Ons Jabeur. Ai Giochi di Tokyo disputa il suo primo torneo olimpico sia in singolare che in doppio misto. Nell'evento individuale viene eliminata al secondo turno da Paula Badosa, mentre in doppio misto arriva nei quarti assieme a Łukasz Kubot e vengono eliminati in due set dai futuri finalisti Vesnina / Karatsev.
Sconfitta all'esordio a Cincinnati da Ons Jabeur, raggiunge gli ottavi di finale agli US Open battendo tra le altre la numero 28 del seeding Anett Kontaveit, e viene sconfitta in due set dalla campionessa olimpica Belinda Bencic. Al torneo di Ostrava elimina Julija Putinceva ed Elena Rybakina e in semifinale viene nuovamente sconfitta da Maria Sakkarī, che si impone in due set. A fine torneo sale per la prima volta in 4ª posizione. A Indian Wells sconfigge nettamente Martić e Kudermetova e negli ottavi di finale si arrende in due set a Ostapenko.
L'ultimo impegno stagionale sono le WTA Finals di Guadalajara, dove viene eliminata nel round robin dopo le sconfitte con Maria Sakkarī e quella in rimonta di Sabalenka, ed è ininfluente il successo sulla già qualificata Badosa, chiudendo il girone all'ultimo posto. A fine anno è al nono posto del ranking e termina la collaborazione con l'allenatore Piotr Sierzputowski iniziata cinque anni prima, scegliendo Tomasz Wiktorowski quale nuovo coach.

### 2022, l'anno migliore: due slam e numero uno del mondo
Incomincia l'anno ad Adelaide e dopo i successi sulla finalista degli US Open Leylah Fernandez e su Viktoryja Azaranka cede in semifinale alla nº 1 del mondo Ashleigh Barty per 2–6 4–6. Al terzo turno degli Australian Open concede 5 giochi alla nº 23 WTA Dar'ja Kasatkina, con il successo in tre set su Sorana Cîrstea accede per la prima volta ai quarti nello Slam australiano e supera in rimonta Kaia Kanepi; alla sua seconda semifinale in un major viene sconfitta in due set da Danielle Collins, guadagna 5 posizioni nel ranking e torna alla 4ª. A Dubai esordisce con il successo su Dar'ja Kasatkina per poi cedere al terzo set alla sorpresa del torneo Jeļena Ostapenko. Al WTA 500 di Doha perde un solo set contro Viktorija Golubic, supera quindi in due set Kasatkina, la nº 2 del mondo Aryna Sabalenka, la nº 6 Maria Sakkarī e in finale sconfigge Anett Kontaveit per 6–2 6–0.
A Indian Wells si spinge fino ai quarti di finale perdendo il primo set negli incontri con Anhelina Kalinina, Clara Tauson e Angelique Kerber. Elimina quindi Madison Keys con un eloquente 6–1 6–0 e accede alla finale superando Simona Halep. Conquista il suo secondo titolo WTA 1000 consecutivo sconfiggendo per 6–4 6–1 Maria Sakkarī e sale per la prima volta nel ranking alla 2ª posizione, eguagliando il record polacco di Agnieszka Radwańska. Prende parte al successivo torneo di Miami dopo che il 23 marzo la nº 1 del mondo Ashleigh Barty aveva annunciato il ritiro dall'agonismo, e le basta quindi superare il secondo turno per diventare la nuova nº 1 del ranking. Il 26 marzo con la vittoria su Viktorija Golubic accede al terzo turno e si garantisce la vetta del ranking mondiale dal 4 aprile. È la prima tennista polacca e la prima nata nel nuovo millennio a raggiungere la 1ª posizione mondiale. Elimina quindi senza perdere alcun set Madison Brengle, Cori Gauff, Petra Kvitová e in semifinale Jessica Pegula. Nell'ultimo atto supera Naomi Ōsaka con lo score di 6–4 6–0 e completa il Sunshine Double (i due titoli consecutivi a Indian Wells e Miami), diventando la quarta di sempre a riuscirci dopo Graf, Clijsters e Azaranka.
Nella sfida di Billie Jean King Cup vinta 4-0 contro la Romania, si impone nettamente in entrambi gli incontri disputati. Inizia la stagione europea su terra battuta vincendo il WTA 500 di Stoccarda, elimina nei quarti la campionessa in carica degli US Open Emma Raducanu e Ljudmila Samsonova in semifinale, contro cui perde il primo set dopo averne vinti 28 consecutivi. In finale supera la nº 4 del mondo Aryna Sabalenka con il punteggio di 6–2, 6–2. Dà forfait al successivo torneo di Madrid per un problema alla spalla destra. Torna in campo a Roma e conferma il titolo vinto l'anno precedente; non perde alcun set in tutto il torneo superando nell'ordine Elena-Gabriela Ruse, Viktoryja Azaranka, Bianca Andreescu, la nº 3 del ranking Aryna Sabalenka in semifinale e in finale sconfigge Ons Jabeur per 6–2, 6–2. Porta così a 28 il numero di incontri vinti consecutivi e diventa la quarta tennista che nel XXI secolo si è aggiudicata almeno cinque titoli consecutivi in una stagione.
Prosegue la serie vincente all'Open di Francia, concede due giochi al primo turno a Lesja Curenko e al secondo a Alison Riske. Al terzo turno elimina Danka Kovinić e rimane l'unica top 10 in gara. Dopo 18 set vinti consecutivamente, perde il primo parziale nel match di quarto turno contro Zheng Qinwen e si impone al terzo set grazie anche a un infortunio occorso all'avversaria. Nei quarti di finale lascia cinque giochi a Jessica Pegula e in semifinale ne concede tre a Dar'ja Kasatkina. Vince quindi il secondo titolo Slam in carriera battendo Cori Gauff per 6–1 6–3. In tal modo allunga la striscia di vittorie consecutive a quota 35, eguagliando il record di Venus Williams relativo agli incontri WTA dal 2000 in poi. Disputa il suo unico torneo sull'erba a Wimbledon, dove supera il record di Venus Williams battendo Jana Fett. Elimina quindi in tre set Lesley Pattinama Kerkhove e al terzo turno viene sconfitta per 4-6, 2-6 da Alizé Cornet, che pone fine alla sua striscia positiva di 37 incontri vinti, la dodicesima più lunga nella storia del circuito maggiore femminile a pari merito con quella di Martina Hingis nel 1997.
Sconfitta in tre set nei quarti di finale a Varsavia da Caroline Garcia, nel 1000 di Toronto esce al terzo turno per mano di Beatriz Haddad Maia. A Cincinnati supera Sloane Stephens prima di venire eliminata da Madison Keys. Non perde alcun set nei primi incontri degli US Open, mentre vince in rimonta al quarto turno contro Jule Niemeier. Nei quarti di finale elimina Jessica Pegula e vince in rimonta anche la semifinale contro Aryna Sabalenka, recuperando uno svantaggio di 2-4 nel set decisivo. In finale si impone su Ons Jabeur con il punteggio di 6-2, 7-6 e si aggiudica il secondo Slam stagionale. A Ostrava prosegue la striscia di vittorie consecutive, in semifinale si impone in tre set su Ekaterina Aleksandrova e subisce la prima sconfitta nell'atto conclusivo di un torneo dall'aprile 2019, al termine di uno dei migliori match dell'annata vinto in tre set da Barbora Krejčíková.
Al successivo torneo WTA 500 di San Diego elimina Zheng Qinwen e nei quarti concede solo 3 giochi a Cori Gauff. In semifinale batte in tre set Jessica Pegula e si aggiudica il titolo sconfiggendo in finale la sorpresa del torneo Donna Vekić con il punteggio di 6-3, 3-6, 6-0. Chiude l'anno alle WTA Finals di Fort Worth: supera il round robin senza perdere alcun set contro Kasatkina, Garcia e Gauff, venendo poi sconfitta in semifinale da Aryna Sabalenka, che si impone al terzo set e si prende la rivincita della sconfitta subita allo US Open.
La polacca termina l'anno in vetta al ranking con un totale di 11 085 punti, la quota più alta toccata da una n°1 dal 2013, quando Serena Williams ne totalizzò 13 260.

### 2023: terzo titolo al Roland Garros e vittoria alle WTA Finals
Inizia il 2023 alla United Cup, dove contribuisce a raggiungere la semifinale con i successi su Julija Putinceva, Belinda Bencic e Martina Trevisan. Viene sconfitta in due set da Jessica Pegula e sono gli Stati Uniti ad accedere alla finale. All'Australian Open viene eliminata a sorpresa negli ottavi di finale da Elena Rybakina, che si impone in due set. Si riscatta vincendo subito il titolo al Qatar Open, dove perde appena 5 giochi in tutto il torneo, e supera Pegula in finale con il punteggio di 6–3, 6–0. Arriva in finale anche al WTA 1000 di Dubai, dove è la campionessa uscente, ma viene sconfitta da Barbora Krejčíková. A Indian Wells raggiunge la semifinale senza perdere alcun set e viene nuovamente battuta da Rybakina, che le lascia solo 4 giochi. Durante il torneo subisce un infortunio a una costola che le impedisce di partecipare al torneo di Miami Open per difendere il titolo. Torna a giocare dopo un mese al WTA 500 di Stoccarda dove conferma il titolo vinto l'anno precedente sconfiggendo in due set in finale la nº 2 del mondo Aryna Sabalenka. A Madrid supera Ekaterina Aleksandrova e Veronika Kudermetova e in finale Sabalenka si prende la rivincita imponendosi al terzo set.
Dopo il ritiro nei quarti di finale a Roma, al Roland Garros raggiunge la finale senza concedere alcun set, eliminando nei quarti Gauff e in semifinale Beatriz Haddad Maia; in finale cede l'unico set del torneo a Karolína Muchová, conquistando il terzo Roland Garros in carriera e diventando la prima donna a confermare un titolo dello Slam dal 2016 (a Parigi non accadeva dal 2007, quando a riuscirci fu Justine Henin). Inoltre, è la terza donna nell'Era Open a vincere le prime quattro finali Slam disputate dopo Monica Seles e Naomi Ōsaka. Torna in campo sull'erba di Bad Homburg dove raggiunge la semifinale senza perdere altri set, ma è costretta a dare forfait prima del match contro Lucia Bronzetti. A Wimbledon accede agli ottavi battendo Belinda Bencic. Con questo risultato, coglie almeno i quarti di finale in tutti e quattro gli Slam. Tra le ultime otto, viene sconfitta in tre set dalla rientrante Elina Svitolina.
Nel torneo di casa a Varsavia raggiunge la finale senza perdere set e concede un solo gioco in finale a Laura Siegemund, vincendo il primo titolo WTA 250 in carriera. Viene eliminata in tre parziali da Pegula in semifinale a Montréal – dopo aver sconfitto nuovamente Muchova – ed esce di scena in semifinale anche a Cincinnati per mano di Coco Gauff, contro la quale aveva vinto tutti gli otto match precedenti. Anche allo US Open raggiunge gli ottavi di finale senza cedere set, ma viene sconfitta per la quarta volta su quattro confronti diretti da Jeļena Ostapenko con il punteggio di 6–3, 3–6, 1–6; con questa battuta d'arresto, cede la prima posizione del ranking a Sabalenka dopo 75 settimane consecutive in vetta.
Eliminata nei quarti del torneo di Tokyo da Kudermetova, futura vincitrice del torneo, arriva in finale nell'ultimo WTA 1000 stagionale di Pechino dove sconfigge con un doppio 6–2 Samsonova.
Per il terzo anno consecutivo si qualifica per le WTA Finals, disputate a Cancún. Nel round robin, supera in due set Vondroušová, Gauff e Jabeur; nella sua seconda semifinale del torneo sconfigge Sabalenka, ottenendo la sua prima vittoria in carriera su una n° 1 del mondo. Nella sfida per il titolo, lascia un solo gioco a Pegula in quella che è stata la finale con il punteggio più netto della storia dell'evento. Świątek vince così il sesto titolo stagionale, il primo alle Finals: grazie al successo, scavalca Sabalenka in classifica e torna in cima al ranking WTA.
Per il secondo anno consecutivo, termina la stagione al n°1 del mondo, con 9295 punti.

### 2024: terzo successo consecutivo al Roland Garros e bronzo olimpico a Parigi
Come nel 2023 inizia l'anno prendendo parte alla United Cup: i suoi successi in singolare e doppio misto contribuiscono a portare la squadra polacca in finale, dove incontrano la Germania che però conquista il titolo. Partecipa poi all'Australian Open dove al terzo turno si fa sorprendere dalla ceca Linda Nosková. Torna in campo a Doha, dove conquista senza cedere un set il suo terzo titolo consecutivo nel torneo. Si tratta del 18º trofeo nel circuito maggiore, il 7° di livello WTA 1000. A Dubai raggiunge la semifinale contro Kalinskaja. Ad Indian Wells riesce ad aggiudicarsi per la seconda volta in carriera il titolo battendo Sakkarī in due set.
Sulla terra esce in semifinale a Stoccarda, combattendo fino al terzo set contro Rybakina. Successivamente conquista per la prima volta il torneo di Madrid, imponendosi in finale su Sabalenka. Per la polacca è il 20º titolo WTA, l'ottavo sul rosso. A Roma riesce a trionfare per la terza volta in carriera senza cedere set nel suo percorso e superando nuovamente Sabalenka in finale, realizzando la "doppietta" Madrid-Roma nella stessa stagione per la prima volta dal 2013, quando a riuscirci fu Serena Williams. Successivamente si presenta al Roland Garros da campionessa in carica e raggiunge la finale per il terzo anno consecutivo, perdendo un solo set nel percorso contro la rientrante Naomi Ōsaka al secondo turno. La polacca è la prima a cogliere tre finali dell'Open di Franca in fila da quando ci riuscì Marija Šarapova nel triennio 2012-2014. Świątek domina l'incontro valido per il titolo sull'italiana Jasmine Paolini, a cui cede solo tre giochi, aggiudicandosi così il suo quinto trofeo in un torneo del Grande Slam, il quarto a Parigi. Inoltre, è la terza donna nell'Era Open a conquistare tre titoli consecutivi al Roland Garros, dopo Monica Seles (1990-92) e Justine Henin (2005-07).
Torna in campo a Wimbledon dove raggiunge i sedicesimi, allungando la striscia di vittorie consecutive a quota 21. Nel match valevole per gli ottavi di finale viene sorprendentemente sconfitta da Julija Putinceva.
Alle Olimpiadi di Parigi del 2024 viene sconfitta in semifinale del singolare femminile da Zheng Qinwen, ma riesce a conquistare la medaglia di bronzo battendo Schmiedlová.
Sul cemento americano si ferma in semifinale a Cincinnati contro Sabalenka, mentre allo US Open viene sconfitta nei quarti da Pegula.
Nel novembre del 2024 viene squalificata per un mese, essendo stata trovata positiva a un controllo antidoping avvenuto in agosto.
Termina la stagione alle WTA Finals di Riad: dopo aver vinto il match d'esordio contro Krejčíková, perde contro Gauff. Nonostante la netta affermazione contro la riserva Kasatkina, a cui concede un gioco, non riesce ad accedere in semifinale e dunque a difendere il titolo a causa della peggiore differenza nel conteggio di set vinti/persi.
Chiude il 2024 al n°2 del mondo con 8295 punti, a poco più di 1000 punti da Sabalenka.

### 2025: periodo di crisi e discesa nel ranking, rinascita sull'erba e trionfo a Wimbledon
Per il terzo anno di fila, inizia l'anno disputando la United Cup nel Team Polonia. Grazie ai suoi successi in singolare e nel misto con Hurkacz e Zieliński, la squadra polacca giunge in finale. Nel tie valevole per il titolo, per il secondo anno consecutivo, la Polonia non riesce a imporsi, perdendo 2-0 dagli Stati Uniti, con Świątek battuta dalla n°3 del mondo Gauff. Successivamente, prende parte all'Australian Open: la polacca giunge senza perdere set in semifinale dove cede il passo alla futura campionessa Madison Keys, non sfruttando un match-point nel terzo set.
A Doha si spinge sino alla semifinale, dove si arrende nettamente a Ostapenko. A Dubai viene fermata ai quarti da Mirra Andreeva. A Indian Wells approda in semifinale senza cedere set; nel match valevole per la finale, perde nuovamente da Andreeva, futura campionessa. A Miami non supera i quarti, eliminata dalla sorprendente wild-card filippina Alex Eala.
La parte di stagione su terra non regala a Świątek nessun acuto: a Stoccarda viene nuovamente battuta da Ostapenko, poi campionessa, mentre a Roma viene fermata quasi subito da Danielle Collins al secondo turno. A Madrid raggiunge la semifinale, dove perde con un duplice 1–6 da Coco Gauff. A causa di questi risultati, scende al n°5 del mondo, la posizione più bassa occupata nel ranking dalla polacca dal febbraio 2022. Al successivo Roland Garros dov'era in corsa per eguagliare il record storico di 4 titoli consecutivi di Lenglen, unica donna a riuscirci, viene battuta in semifinale da Sabalenka, terminando la striscia di vittorie consecutive a Parigi che durava dal 2021 a quota 26, al pari di Monica Seles, e seconda solo a Chris Evert (29).
La stagione sull'erba parte con il WTA 500 di Bad Homburg, che regala a Świątek la prima finale in carriera sul verde, e la riporta all'atto conclusivo di un torneo dopo oltre un anno. Il titolo viene però vinto dalla prima testa di serie Jessica Pegula, che si impone in due set. Il risultato consente comunque alla polacca di risalire dall'ottava alla quarta posizione in classifica.
Giunta all'All England Club come ottava forza del seeding, Świątek elimina Polina Kudermetova, Caty McNally (unica capace di strapparle un set), Collins e Tauson, eguagliando i quarti raggiunti a Wimbledon nel 2023. Dopo una vittoria abbastanza agevole su Samsonova, lascia appena due game in semifinale a Belinda Bencic e annulla in finale la statunitense Amanda Anisimova, travolta con un doppio 6-0. È la prima volta, dall'avvento dell'era Open, che una finale di Wimbledon termina con un doppio bagel, e la seconda in un torneo dello Slam (l'altra occorrenza fu al Roland Garros nel 1988, quando Steffi Graf superò Nataša Zvereva).

## Caratteristiche e stile di gioco
Iga Swiatek ha uno stile di gioco aggressivo, a tutto campo caratterizzato da un estremo topspin, in media oltre i 2000 rpm, il più grande fra tutte le tenniste con punte di oltre 3000 rpm, valori cioè abituali per Rafael Nadal. Le palle, colpite al massimo del loro rimbalzo, hanno una velocità rilevata pari a quelle raggiunte da Dominic Thiem sia sul diritto che sul rovescio. Gran parte di questo topspin viene generato dall'impugnatura, Western estrema, con il palmo sotto la racchetta, rivolto verso l'alto. Le traiettorie sono arcuate, con più spazio fra palla e rete, ma le palle ricadono per effetto dello spin. I rimbalzi sono molto più alti del normale, per effetto sempre dello spin, mettendo in difficoltà le avversarie.
Ha una grande facilità di colpo, gioca il diritto sia incrociato che lungolinea, con cui si apre gli angoli in campo e riesce a passare da difesa ad attacco, generando vincenti. Ad essa ha contribuito negli anni di formazione l'aver giocato principalmente contro tennisti maschi in Polonia. Nei primi anni sul circuito maggiore, non di rado faceva ricorso a palle corte, specialmente dal lato del dritto, e discese a rete. Questi elementi di gioco sono stati progressivamente accantonati, in particolare dall'inizio della collaborazione col coach Tomasz Wiktorowski, onde evitare momenti di confusione tattica. Ad oggi il suo gioco fa leva su un'eccezionale rapidità di piedi, che le permette di arrivare con gli appoggi giusti sulle palle avversarie a cui riesce dunque a ribattere con colpi precisi e pesanti, senza dover far ricorso a soluzioni interlocutorie. Ha un servizio solido e una seconda solitamente più lenta che gioca preferibilmente in kick, con buon rimbalzo.
La base del suo gioco è costituita da agilità ed energia in campo, modellata su quella del suo idolo tennistico, Rafael Nadal.

## Statistiche

### Singolare

#### Finali del Grande Slam

##### Vinte (6)
| Anno | Torneo                      | Superficie  | Avversaria in finale | Risultato     |
| ---- | --------------------------- | ----------- | -------------------- | ------------- |
| 2020 | Open di Francia, Parigi     | Terra rossa | Sofia Kenin          | 6–4, 6–1      |
| 2022 | Open di Francia, Parigi (2) | Terra rossa | Coco Gauff           | 6–1, 6–3      |
| 2022 | US Open, New York           | Cemento     | Ons Jabeur           | 6–2, 7–6(5)   |
| 2023 | Open di Francia, Parigi (3) | Terra rossa | Karolína Muchová     | 6–2, 5–7, 6–4 |
| 2024 | Open di Francia, Parigi (4) | Terra rossa | Jasmine Paolini      | 6–2, 6–1      |
| 2025 | Torneo di Wimbledon, Londra | Erba        | Amanda Anisimova     | 6–0, 6–0      |

### Doppio

#### Finali del Grande Slam

##### Perse (1)
| Anno | Torneo                  | Compagna              | Avversaria in finale                  | Risultato |
| 2021 | Open di Francia, Parigi | Bethanie Mattek-Sands | Barbora Krejčíková Kateřina Siniaková | 4–6, 2–6  |

#### Risultati in progressione nei tornei dello Slam
| Sigla | Risultato               |
| ----- | ----------------------- |
| V     | Vincitore               |
| F     | Finalista               |
| SF    | Semifinalista           |
| O     | Oro olimpico            |
| A     | Argento olimpico        |
| SF    | Bronzo olimpico         |
| QF    | Quarti di Finale        |
| 4T    | Quarto turno            |
| 3T    | Terzo turno             |
| 2T    | Secondo turno           |
| 1T    | Primo turno             |
| RR    | Round Robin             |
| LQ    | Turno di qualificazione |
| A     | Assente                 |
| ND    | Non disputato           |

| Legenda superfici    |
| -------------------- |
| Cemento              |
| Terra battuta        |
| Erba                 |
| Superficie variabile |

##### Singolare
| Torneo                 | 2019  | 2020 | 2021  | 2022 | 2023  | 2024 | 2025  | Titoli      | V–S         |             |
| ---------------------- | ----- | ---- | ----- | ---- | ----- | ---- | ----- | ----------- | ----------- | ----------- |
| Tornei del Grande Slam |       |      |       |      |       |      |       |             |             |             |
| Australian Open        | 2T    | 4T   | 4T    | SF   | 4T    | 3T   | SF    | 0 / 7       | 22–7        |             |
| Open di Francia        | 4T    | V    | QF    | V    | V     | V    | SF    | 4 / 7       | 40–3        |             |
| Wimbledon              | 1T    | ND   | 4T    | 3T   | QF    | 3T   | V     | 1 / 6       | 18–5        |             |
| US Open                | 2T    | 3T   | 4T    | V    | 4T    | QF   |       | 1 / 6       | 20–5        |             |
| Vittorie–Sconfitte     | 5–4   | 12–2 | 13–4  | 21–2 | 17–3  | 15–3 | 17–2  | 6 / 26      | 100–20      |             |
| Carriera               |       |      |       |      |       |      |       |             |             |             |
| Tornei giocati         | 11    | 6    | 14    | 16   | 17    | 15   | 12    | 96          | 96          | 96          |
| Titoli                 | 0     | 1    | 2     | 8    | 6     | 5    | 1     | 23          | 23          | 23          |
| Finali                 | 1     | 1    | 2     | 9    | 8     | 5    | 2     | 28          | 28          | 28          |
| Totale V–S             | 14–11 | 13–5 | 36–15 | 64–8 | 68–11 | 64–9 | 42–11 | 309–73      | 309–73      | 309–73      |
| Vittorie %             | 56%   | 72%  | 71%   | 89%  | 86%   | 88%  | 79%   | 81%         | 81%         | 81%         |
| Ranking di fine anno   | 61    | 17   | 9     | 1    | 1     | 2    |       | $24.592.763 | $24.592.763 | $24.592.763 |